# هندخاله
هِندِخاله، روستایی از توابع دهستان هندخاله بخش تولم شهرستان صومعه‌سرا در استان گیلان ایران است.
این روستا موقعیت شمال شرقی به تالاب انزلی متصل است.

## جمعیت
این روستا در دهستان هندخاله قرار دارد و براساس سرشماری مرکز آمار ایران در سال ۱۳۹۵، جمعیت آن ۱،۶۸۳ نفر (۵۹۷ خانوار) ، ۸۴۱ نفر مرد و ۸۴۲ نفر زن بوده‌است.

## درآمد
بیشتر مردم دهستان هندخاله به کار کشاورزی مشغول بوده و از آن طریق امرار معاش مینمایند.
همچنین صنایع مرتبط مانند انبارداری، کارخانه برنجکوبی نیز در این دهستان وجود دارد.
علاوه بر آن مشاغلی چون استخر پرورش ماهی،اسکله قایقرانی، شکارماکیان، بنگاه داری و ... در این دهستان فعال است.